# Dan Berglund
Pour les articles homonymes, voir Berglund.
Dan Berglund est un contrebassiste et compositeur suédois connu pour avoir joué dans le Esbjörn Svensson Trio durant toute la carrière du groupe. Il joue actuellement dans le groupe Tonbruket qu’il a créé.

## Biographie
Dan Berglund est né et a grandi en Suède. Son père accordéoniste et son frère guitariste l’introduisent très tôt à de nombreux styles de musique tels que la pop et le rock mais aussi la musique folk suédoise. D’abord guitariste dans un groupe amateur il passe bientôt à la basse électrique et joue au lycée dans un groupe qui fait des reprises de Black Sabbath, Deep Purple ou Thin Lizzy en plus de compositions originales. Son professeur de musique du lycée l’introduit à la contrebasse et Berglund étudie ensuite au  conservatoire de Östersund avant de s’installer à Stockholm en 1990 pour étudier à la Royal Music University et se faire connaître sur la scène de la capitale suédoise. C’est lors d’une tournée avec Lina Nyberg que le bassiste rencontre Esbjörn Svensson qui lui demande de rejoindre son trio. Commencent alors sept années difficiles de petits concerts et de difficultés financières auxquelles met fin le succès des albums From Gagarin's Point of View, Good Morning Susie Soho et Strange Place for Snow : E.S.T sera propulsé sur le devant de la scène jazz européenne. L’aventure prend fin tragiquement en 2008 quand Svensson trouve la mort dans un accident de plongée. Berglund décide alors d’aller de l’avant et crée le groupe Tonbruket, à la croisée du jazz, du folk et du rock psychédélique.

## Style
Berglund est connu pour son style original à la croisée des genres qui incorpore des éléments du hard rock ou heavy metal à un style jazz entre Scott LaFaro et Charles Mingus. Une des caractéristiques de son jeu est l’utilisation de pédales d’effets comme le delay ou surtout la distorsion qu’il utilise en jouant à l’archet, produisant un son proche d’une guitare électrique,,,.

## Discographie
Esbjörn Svensson Trio
- When Everyone Has Gone (1993)
- Winter in Venice (1997)
- Plays Monk (1998)
- From Gagarin's Point of View (1999)
- Good Morning Susie Soho (2000)
- Strange Place for Snow (2002)
- Seven Days of Falling (2003)
- Viaticum (2005)
- Tuesday Wonderland (2006)
- Live in Hamburg (2007)
- Leucocyte (2008)
- 301 (2012)

Tonbruket
- Dan Berglund's Tonbruket[6] (2010)
- Dig It To The End[7] (2011)
- Nubium Swimtrip (2013)
- Forevergreens[8] (2016)
- Live Salvation (2018)